# فرودگاه نیروی هوایی سلطنتی گرینج‌ماوث
فرودگاه نیروی هوایی سلطنتی گرینج‌ماوث (به انگلیسی: RAF Grangemouth) یک فرودگاه نظامی است . این فرودگاه در کشور اسکاتلند قرار دارد و در ارتفاع ۵ متری از سطح دریا واقع شده است.